# Fathers of Men
Fathers of Men è un film muto del 1916 diretto da William Humphrey.

## Trama
Sono passati vent'anni da quando la moglie di John Howland è scappata via con un altro uomo. Howland, ufficiale della polizia a cavallo, riconosce Oscar Blake, il suo rivale, e, deciso a vendicarsi, lo denuncia per un delitto che l'uomo non ha commesso. Cercando di scappare, Blake viene ucciso. Anche Howland, poco tempo dopo, muore accidentalmente. Suo figlio Robert, allora, accusa i figli di Blake, Oscar, Jack e David, giurando vendetta. Mentre si preparano al duello, Robert e David vengono interrotti da una giovane donna che chiede loro aiuto per sé e per la madre. I due trovano un riparo dalla neve per le due donne che devono poi difendere, insieme a Oscar e a Jack, da una banda di cacciatori ubriachi. Uniti nella lotta, i giovani iniziano a fare amicizia e, così, decidono di porre fine alla faida. Robert scoprirà anche che la donna che ha salvato è sua madre.

## Produzione
Il film fu prodotto dalla Vitagraph Company of America.

## Distribuzione
Distribuito dalla V-L-S-E, il film - presentato da J. Stuart Blackton e da Albert E. Smith - uscì nelle sale cinematografiche statunitensi il 10 luglio 1916.